# Frații Advahov
Frații Advahov são uma dupla moldava que vai representar a Moldávia no Festival Eurovisão da Canção 2022, juntamente com a banda Zdob și Zdub, com a música "Trenulețul".